# Concept de l'essence féminine de la transidentité
 (septembre 2024).
Améliorez-le ou discutez des points à vérifier. 
Dans l'étude de la transidentité, l'idée essentialiste d'une essence féminine fait référence aux personnes transgenres MtF comme étant des femmes piégées dans des corps masculins. Cette idée a été interprétée de différentes manières, telle qu'avoir un esprit féminin, un caractère féminin, une âme, une personnalité, etc. ainsi que dans des sens plus littéraux comme le fait d'avoir une structure cérébrale semblable à celle des femmes cisgenres. On retrouve également cette idée à travers des récits écrits au féminin, résultant de l'auto-description de certaines femmes trans telles qu'elles se perçoivent elles-mêmes.

## Description
Le concept d'« essence féminine » est antérieur aux études psychologiques modernes, et il a été soutenu par certains des premiers sexologues comme Harry Benjamin (« le père du transsexualisme »), qui a relancé l'idée de Karl Heinrich Ulrichs selon laquelle une personne peut avoir une « âme féminine prise au piège dans un corps d'homme ».
Les chercheurs modernes classent les histoires racontées par les femmes transgenres sur elles-mêmes comme un récit psychologique, et se réfèrent, en conséquence, à cette idée de « narration d'essence féminine ». Dans son livre The Man Who Would Be Queen, le sexologue J. Michael Bailey donne à ces déclarations un exemple prototypique de la narration d'essence féminine : « Aussi longtemps que je me souvienne, j'ai toujours senti que j'étais un membre de l'autre sexe. Je me suis sentie comme un monstre avec ce corps et je détestais mon pénis. Je dois obtenir la chirurgie de réassignation sexuelle (« changement de sexe »), afin de faire correspondre mon corps avec mon esprit ».
Selon les sexologues Michael Bailey et Kiira Triea, « la compréhension culturelle prédominante du transsexualisme Male-to-Female (MtF) est que toutes les personnes MtF sont, essentiellement, des femmes prises au piège dans des corps d'hommes ». Ces sexologues rejettent cette idée, affirmant que « la persistance de la prédominance de la compréhension culturelle est nuisible à la science et à de nombreux transsexuels ». Selon le sexologue Ray Blanchard, « les transsexuels utilisent cette phrase car c'est le seul moyen disponible pour expliquer leur situation et pour communiquer leurs sentiments aux autres. La grande majorité des patients savent bien que c'est une façon de parler, pas quelque chose à prendre littéralement ; ils ne sont pas délirants ».
L'idée de l'essence féminine a été décrite sous plusieurs noms, et il n'y a pas de définition communément acceptée. Elle a été appelée narration d'essence féminine par Alice Dreger en 2008, et théorie de l'essence féminine par Ray Blanchard, qui l'a formulée par un jeu de logique des propositions. D'autres noms existent comme le Syndrome Harry Benjamin, d'après l'un des premiers sexologues ayant écrit sur la nature de la transidentité, ainsi que des psychiatres comme David Cauldwell qui sont favorablement cités par les partisans de cette idée.
Cette idée est associée (bien que distincte de la « théorie du cerveau sexué du transsexualisme ») à la supposition d'un développement neurologique qui causerait la transidentité. Les partisans de la théorie du cerveau sexué de la transidentité font une distinction entre le « cerveau sexué » et le « sexe anatomique ». Certains partisans rejettent le terme de transsexuel car le préfixe trans- implique que leur sexe est en train de changer, au lieu d'être affirmé par la chirurgie de réattribution sexuelle. Certains se considèrent intersexes plutôt que transgenres.
Les sexologues comme Ray Blanchard ont rejeté l'idée que ces personnes transgenres seraient littéralement des femmes[réf. nécessaire]. Une interprétation plus figurative, impliquant une médiation neurologique de l'identité de genre, a été prise en compte historiquement par les sexologues pionniers comme Harry Benjamin.

## Déconstruction de Blanchard
En 2008, Ray Blanchard a présenté l'idée sous la forme d'une théorie dans un commentaire intitulé « la déconstruction de l'Essence Féminine Narrative », dans lequel il énumère ce qu'il considère être « les centres principes de la théorie de l'essence de la féminité », en réfutant chacun de ces principes :
« 
1. Les personnes transsexuelles MtF (male-to-female) sont des femmes à l'intérieur de corps d'homme, pas seulement dans un sens figuré.
2. Il n'y a qu'un seul type de femme, donc il ne peut y avoir qu'un seul type de (vraies) transsexuelles MtF.
3. Les apparentes différences entre les personnes transsexuelles MtF sont relativement superficielles et sans intérêt pour l'unité de base du syndrome transsexuel.
4. Les transsexuelles MtF n'ont pas de caractéristiques comportementales ou psychologiques uniques, qui seraient absents chez les hommes et les femmes cisgenres. »

## Recherche neuroanatomique
Selon Bailey et Triea, l'une des prédictions basées sur la théorie de l'essence féminine est que les femmes trans posséderaient une anatomie cérébrale plus proche de celle des femmes cisgenres que des hommes cisgenres. Cette étude largement citée a examiné l'anatomie cérébrale de six personnes transgenres décédées, qui avaient subi, au cours de leur vie, des traitements hormonaux et chirurgicaux de réattribution de sexe. L'étude a indiqué qu'une structure cérébrale, appelée « subdivision centrale du lit de la strie terminale » (BSTc) qui est plus importante chez les hommes cisgenres que chez les femmes cisgenres, existait dans des dimensions féminines chez les personnes trans. L'interprétation et les méthodes de cette étude ont été sujettes à controverses.
La recherche neurologique a constaté que le cerveau des personnes trans différait sur un certain nombre de critères. Par exemple, une étude réalisée sur les cerveaux de femmes trans non-homosexuelles, utilisant l'IRM et les phéromones comme stimuli, a constaté que les processus d'identification des androgènes et des œstrogènes se faisaient de la même façon[Passage contradictoire] que chez les femmes cisgenres[réf. nécessaire]. Une recherche précédente, réalisée par la même équipe, avait constaté que les hommes homosexuels avaient également un processus d'identification des phéromones sexuelles similaire à celui des femmes cisgenres. Les travaux effectués par Simon LeVay avaient déjà constaté que l'hypothalamus des hommes homosexuels était de même taille que celui des femmes hétérosexuelles, ce qui n'est pas le cas des hommes hétérosexuels. Dans une dernière étude réalisée par Hilleke E Hulshoff Pol, l'équipe en est arrivée à la conclusion que le cerveau changeait en termes de volume global et de volume de ses parties, avec l'utilisation de la thérapie hormonale. Dans le cas des femmes trans ayant pris un traitement hormonal, la taille du cerveau diminuerait, tandis qu'elle augmenterait chez les hommes trans.

## Autres résultats de recherches
Le principal support de l'existence d'une essence féminine est que de nombreuses femmes trans disent qu'elles sentent que c'est vrai ; de nombreuses autobiographies et cas cliniques d'individus trans contiennent des déclarations à propos de leur âme féminine, ou qui disent avoir besoin d'un corps adapté à ce qu'elles sont à l'intérieur,.
Les critiques de ces récits considèrent que c'est en contradiction avec les résultats de leur recherche. Blanchard a déclaré avoir constaté qu'il y a deux (et non pas un seul) types de femmes trans, et qu'elles diffèrent au niveau de leurs intérêts sexuels, de leur genre atypique dans l'enfance, de la manière dont elles "passent" comme femmes, de l'âge auquel elles ont décidé de transitionner, de l'ordre de naissance, et de leurs caractéristiques physiques de taille et de poids,. Il y a également eu des résultats montrant que les groupes diffèrent selon leur façon de réagir par rapport au changement de sexe, les hétérosexuels étant plus susceptibles d'éprouver du regret après leur transition chirurgicale,. Ces sexologues ont donc postulé que plus d'un facteur de motivation pouvaient conduire une personne assignée homme à désirer de vivre sa vie en tant que femme, mais qu'il n'existe aucune preuve d'un noyau d'une essence de la féminité.

## Rôle de la communauté médicale
Depuis que la communauté médicale a établi des lignes directrices pour traiter les différents types de personnes candidates à la chirurgie de réattribution sexuelle, certaines femmes trans pensent qu'il serait plus adapté de les qualifier d'« essentiellement féminines », ce qui expliquerait, au moins en partie, la prévalence de récits écrits au féminin, (voir transposition de genre).

## Terminologie
L'expression « âme féminine enfermée dans un corps d'homme » (anima muliebris in corpore virili inclusa) a été introduite en 1868 par Karl-Heinrich Ulrichs, non pas pour décrire les femmes trans, mais pour décrire un type d'hommes gays qui s'auto-identifiaient comme féminins,. Les sexologues influents du XIXe siècle pensaient que l'homosexualité était « une âme féminine dans un corps masculin, un état découlant d'une erreur dans la différenciation embryonnaire ». Ces homosexuels, qui se sentaient eux-mêmes comme des femmes, étaient classés « dans l'intérêt de la précision scientifique » (voir uranien).